# Милорад Михаиловић
Милорад Михаиловић (Ратина код Краљева, 31. јануар 1947 - Краљево, 20. септембар 1995) био је српски историчар уметности и директор Народног музеја Краљево.

## Биографија
Милорад Михаиловић је рођен 31. јануара 1947. године у Ратини код Краљева. Његови родитељи су били Радован и Гвоздена Михаиловић. Основну школу и Гимназију је завршио у Краљеву. Студије историје уметности је уписао на Филозофском факултету у Београду, где је дипломирао 1971. године на Катедри за средњовековну уметност са темом Нова Павлица. Годину дана пре дипломирања, још као апсолвент, запослио се у крушевачком музеју као кустос за историју уметности. У том музеју је учествовао у изради сталне поставке за период од 15. до 18. века. У Народни музеј Краљево је прешао 1973. године.
Михаиловић је био први историчар уметности који је преузео Уметничку збирку. Као њен кустос (а од 1986. као виши кустос) руководио је увећањем збирке, израдом нове инвентарне књиге, каталошких издања и организовањем изложбене делатности. Основао је и Уметничко одељење.  Радио је на обради Збирке уметничких дела и Збирке цртежа старог Краљева Владислава Маржика. Пописао је и стручно обрадио и све друге значајније колекције изван Музеја на ширем подручју Краљева. Поред тога, радио је и на теренским истраживањима и прикупљању података о средњовековној историји и историји уметности. Писао је о цртежима Љубе Ивановића у збирци Музеја, послератном ликовном животу у Краљеву, сликару Владиславу Маржику, црквинама у студеничком крају, раду Музеја, културно-историјским вредностима у насељима краљевачког краја. Године 1974. покренуо је Дечији мајски ликовни салон, изложбу ликовних радова ученика виших разреда свих основних школа на територији Краљева. Ова манифестација се одржала до данас. Збор радника Народног музеја Краљево је 1983. године наградио Михаиловића, након одржавања десетог Дечијег мајског ликовног салона, како би обележили прву деценију успешног постојања ове манифестације.

## Директор Музеја
За директора Народног музеја Краљево именован је 1. јула 1979. године. Организовао је већи број изложби, међу којима се истичу: Цртежи Љубе Ивановића, Старо Краљево у цртежима Владислава Маржика, Српске фреске 13. века (изложба је била приређена и у Пољској и у Аустралији). Године 1990. био је изабран за члана Одбора за ликовну уметност Савеза аматера Србије. Поново је покренуо часопис Наша прошлост и био је његов главни и одговорни уредник. Током периода када је Михаиловић био на месту директора др Оливера Радојковић Чоловић је даровала Музеју Збирку српских икона 19. века и Спомен-збирку Мирка Почуче. За време његовог мандата на месту директора проблем музејске зграде је решен додељивањем старе школске зграде Музеју 1985. године. Михаиловић је руководио и првом фазом адаптације новог простора, која је окончана 1995. године. Исте године, Михаиловић је организовао два велика међународна научна скупа: Свети Сава у историји и традицији и Жича - историја, уметност.
Михаиловић је изненада преминуо 20. септембра 1995. године, у својој 48. години. Град Краљево му је те године постхумно доделио Новембарску награду за велики допринос у културном и јавном животу Краљева.